# Piazza della Rotonda

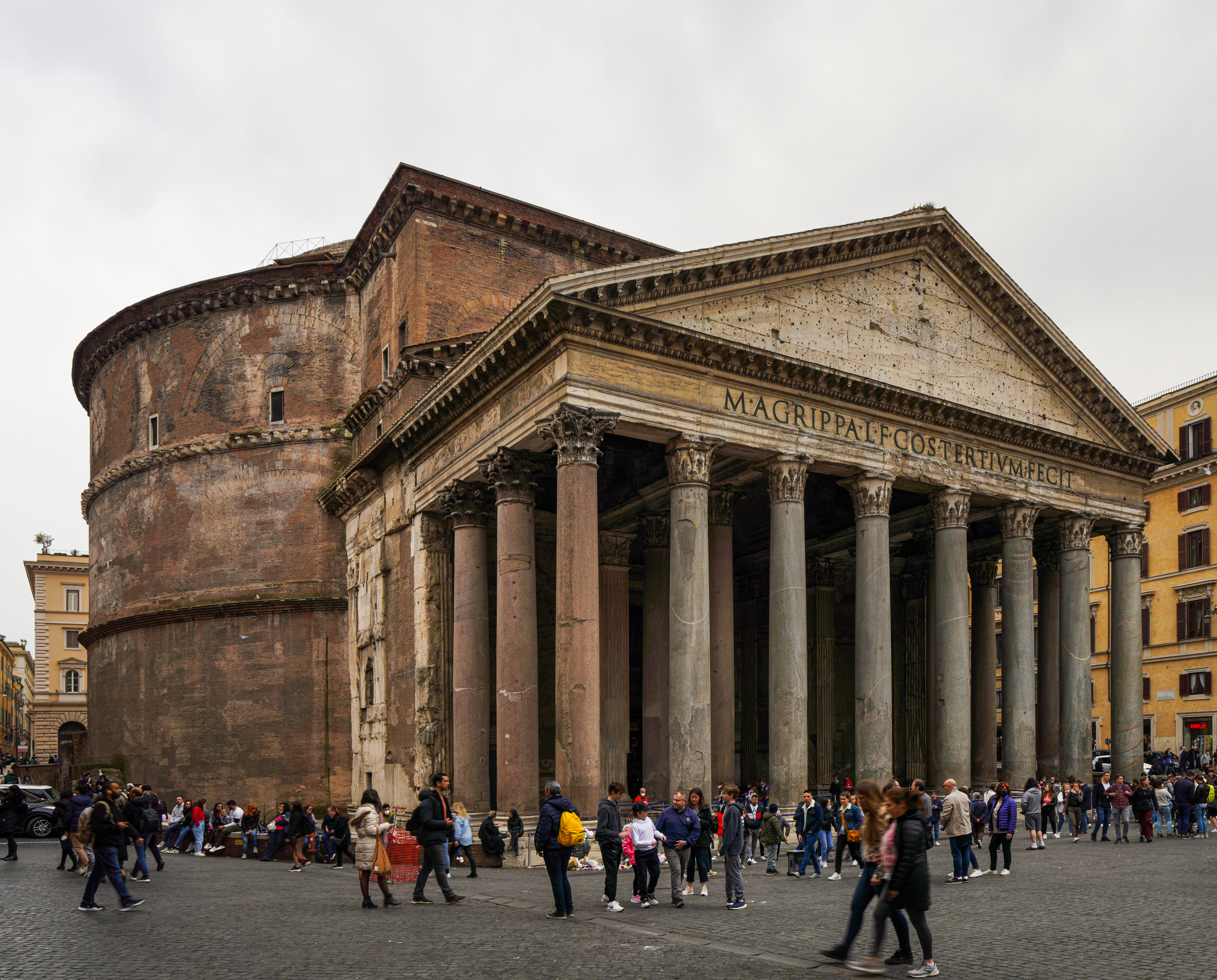
Piazza della Rotonda com a fonte e o obelisco em primeiro plano e o Panteão ao fundo.

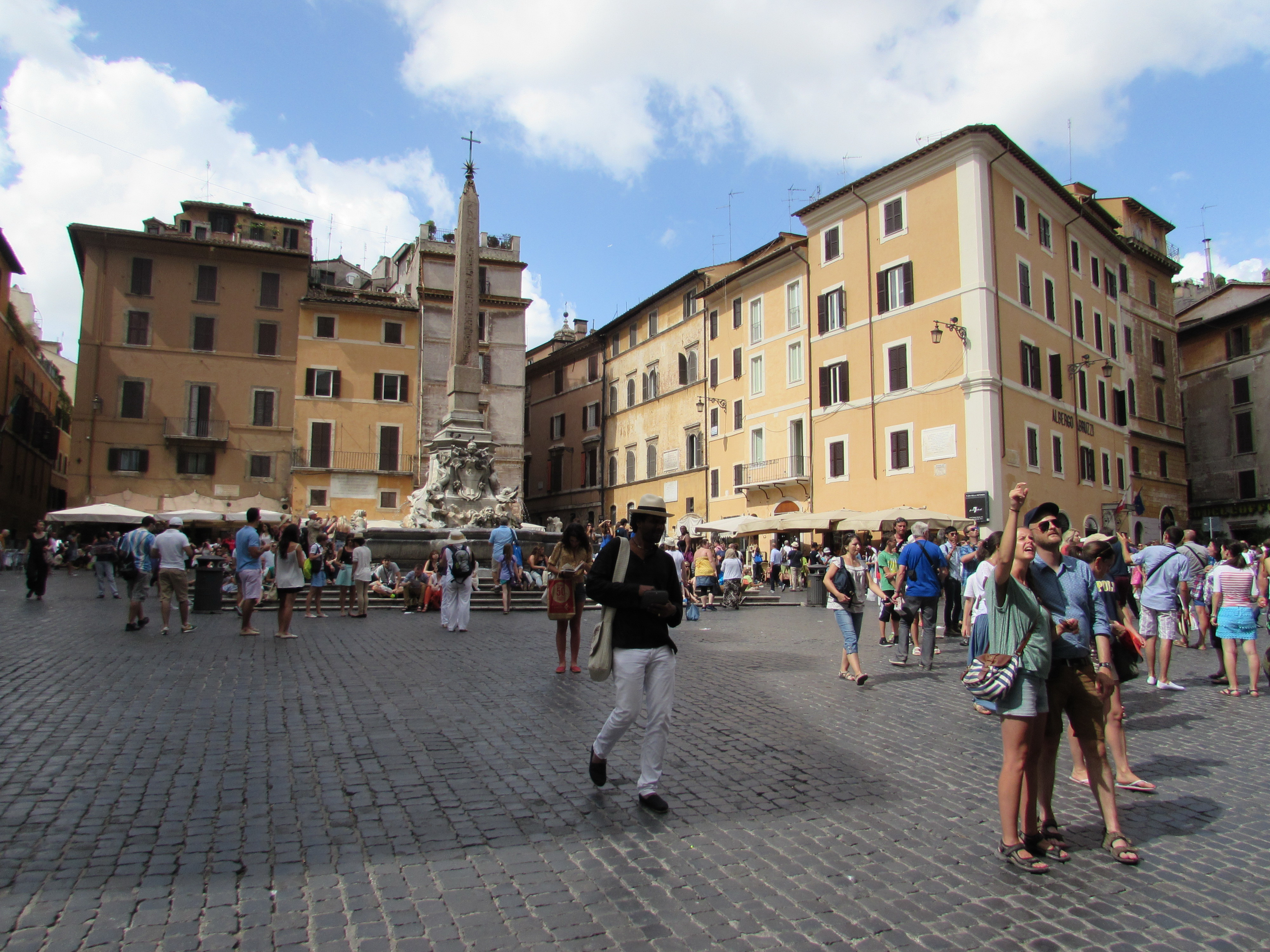
Vista da piazza a partir do Panteão

Piazza della Rotonda  é uma praça de Roma, Itália, cujo nome é uma referência ao nome informal do Panteão, o principal monumento no local, Santa Maria Rotonda.

## História
Embora o Panteão ter sido erigido na época imperial, a área à sua frente foi ocupada por séculos por um labirinto de barracos e pequenas vendas que se espalhavam por entre suas colunas. Essas adições medievais foram retiradas pelo papa Eugênio IV (r. 1431–1439) e a piazza foi delimitada e pavimentada. Ela recebeu seu nome por causa do Panteão, que foi convertido em uma igreja no século VII chamada Santa Maria ad Martyres, mas era informalmente chamado de Santa Maria Rotonda por causa do formato de sua cúpula. A praça é quase retangular, com aproximadamente 60 metros de norte a sul e 40 de leste a oeste, com uma fonte e um obelisco no centro e o Panteão do lado sul.
No século XIX, a piazza era conhecida principalmente por causa de seu mercado de vendedores de aves, que traziam suas gaiolas de papagaios, rouxinóis, corujas e outros pássaros para a praça. Um viajante, em 1819, notou que, durante as celebrações da Epifania em Roma, a Pizza della Rotonda "se destacava particularmente pela aparência alegre das bancas de frutas e bolos, decoradas com flores e iluminadas por lanternas de papel".
Charlotte Anne Eaton, uma viajante inglesa que visitou Roma em 1820 ficou muito menos impressionada com a piazza e lamentou que o visitante logo se via "rodeado por tudo o que é mais revoltante aos sentidos, distraído por um incessante alvoroço, amolado por uma multidão de clamorosos mendigos e rapidamente imerso na imundície de todo o tipo que cobre o escorregadio pavimento... Nada que lembre um buraco assim pode existir na Inglaterra; nem é possível que a imaginação de um inglês possa conceber uma combinação tão nojenta de sujeira, odores imundos e poças poluídas como as que cobrem o mercado de vegetais na Piazza della Rotonda em Roma". Um guia Baedeker de 1879 notou que a "cena movimentada" da piazza permite "que o estrangeiro observe as características do campesinato".
Sua aparência atual foi ameaçada de destruição durante a administração francesa de 1809 a 1814, quando Napoleão Bonaparte assinou decretos para demolir todos os edifícios à volta do Panteão. A curta duração deste governo, porém, salvou a região do plano francês que, contudo, reapareceu numa forma alterada num planejamento urbano de 1873. Este esquema propunha que a piazza fosse ampliada e transformada no foco de novos bulevares que convergiriam para lá vindos da Piazza Borghese e do Largo Magnanapoli. O plano jamais foi adiante, mas diversas estruturas ao norte da praça e do Panteão fora demolidas durante os pontificados de Pio VII e Pio IX.

## Fonte e obelisco

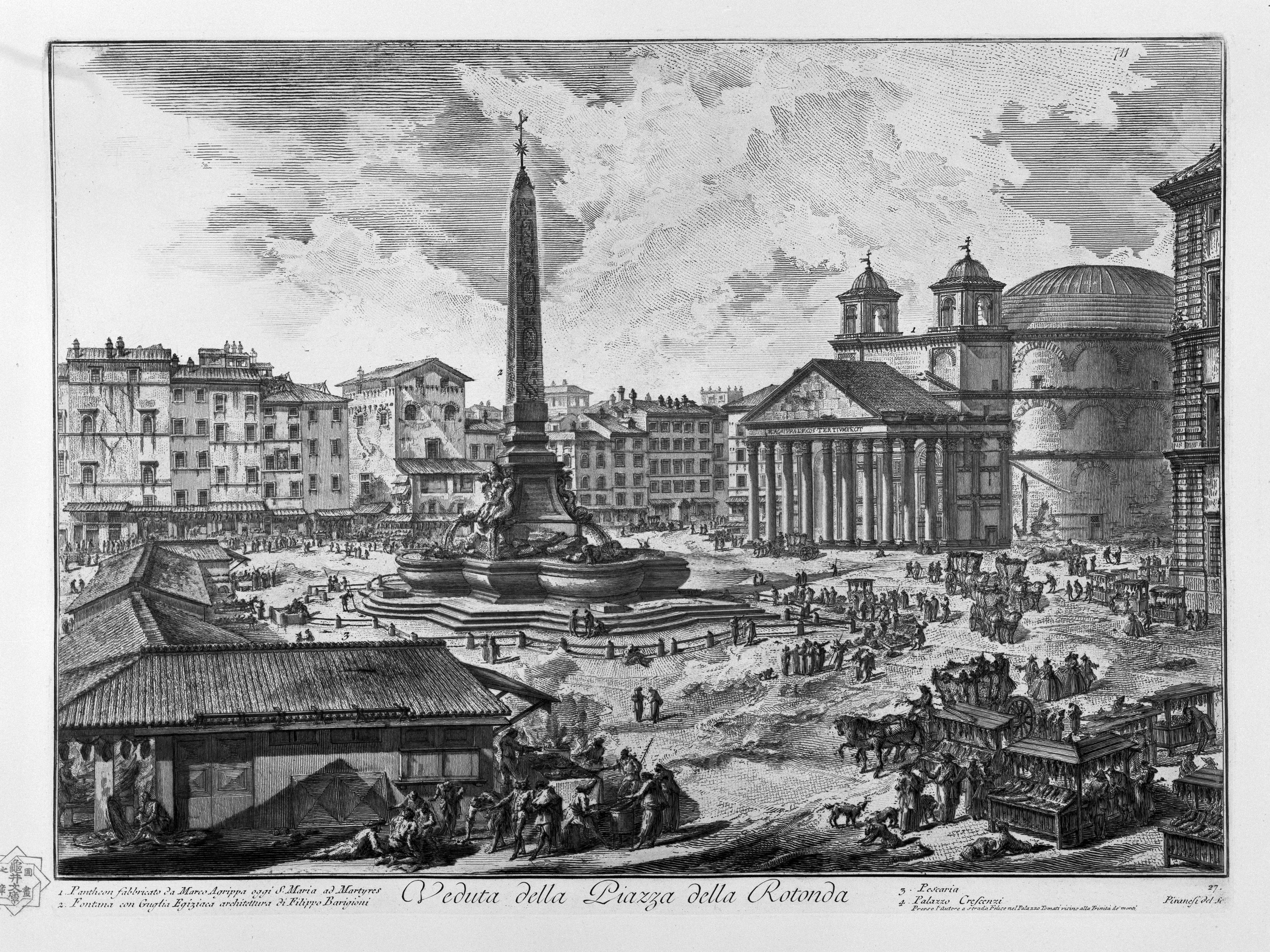
Gravura de Piranesi, do século XVIII. O Panteão ainda tinha os antigos campanários demolidos no século XIX.

No centro da praça está uma fonte chamada Fontana del Pantheon, que é encimada por um obelisco egípcio. Ela foi construída por Giacomo Della Porta por encomenda do papa Gregório XIII em 1575 e o obelisco lhe foi acrescentado em 1711 por ordem do papa Clemente XI.
O aqueduto Água Virgem (Aqua Virgo), um dos onze de Roma, servia a área do Campo de Marte, estava abandonado e se arruinou na Baixa Idade Média. Ele foi reconstruído por ordem do papaNicolau V e consagrado em 1453 como Acqua Vergine. Em 1570, Giacomo della Porta recebeu de Gregório XIII a missão de supervisionar um grande projeto para estender a distribuição de água potável da Água Virgem para dezoito novas fontes públicas.
A construção da fonte na piazza foi autorizada em 25 de setembro, juntamente com a fonte da Piazza Colonna e as duas da Piazza Navona; a fonte para a Rotonda, completada em 1575, tinha o formato de um cálice, com entre 3,5 e 4 metros de altura, alimentado pela água da Água Virgem por um cano de terracota. Della Porta projetou a fonte e Leonardo Sormani executou a obra. Por causa da inclinação da praça, a fonte tem cinco degraus do lado sul e apenas dois do norte.
No pontificado de Alexandre VII Chigi, projetos foram iniciados para sistematizar a praça e a disposição de seus edifícios, endireitando e alargando as ruas que chegam até ela, uma obra que contou com a participação de Gian Lorenzo Bernini. Uma gravura de Giovanni Battista Falda recorda as obras, completadas na época da morte de Alexandre, em 1667.
Em 1711, a fonte ganhou sua aparência atual quando o papa Clemente XI pediu ao escultor do barroco tardio, Filippo Barigioni, que colocasse sobre a fonte um obelisco egípcio de mármore vermelho com mais de seis metros de altura. Este obelisco, que foi originalmente construído pelo faraó Ramessés II para o Templo de Rá em Heliópolis, foi trazido para Roma no período romano e utilizado no Iseu Campense, um templo dedicado à deusa egípcia Ísis que ficava a sudeste do Panteão. Ele foi redescoberto em 1374 debaixo da abside da vizinha igreja de Santa Maria sopra Minerva. Em meados da década de 1400, o obelisco estava no meio da pequena Piazza di San Macuto, a pouco mais de 200 metros para leste do Panteão, onde ficou até ser levado, em 1711, para a Piazza della Rotonda. Ele é ainda hoje chamado de "Obelisco Macuteo" por causa disto.